# ميريل (أوريغون)
ميريل (بالإنجليزية: Merrill, Oregon)‏ هي مدينة تقع في مقاطعة كلاماث، أوريغون بولاية أوريغون في الولايات المتحدة. تبلغ مساحة هذه المدينة 1.19 (كم²)، وترتفع عن سطح البحر م، بلغ عدد سكانها 844 نسمة في عام 2010 حسب إحصاء مكتب تعداد الولايات المتحدة.

## التركيبة السكانية
قام مكتب تعداد الولايات المتحدة بتحديد بيانات التركيبة السكانية لميريل في تعداد الولايات المتحدة. في ما يلي، التركيبة السكانية حسب تعدادي 2000 و2010.

### تعداد عام 2000
بلغ عدد سكان ميريل 897 نسمة بحسب تعداد عام 2000، وبلغ عدد الأسر 344 أسرة وعدد العائلات 230 عائلة مقيمة في المدينة. في حين سجلت الكثافة السكانية 2,045.4 نسمة لكل ميل مربع (789.7/كم2). وبلغ عدد الوحدات السكنية 380 وحدة بمتوسط كثافة قدره 866.5 نسمة لكل ميل مربع (334.6/كم2).
وتوزع التركيب العرقي للمدينة بنسبة 73.13% من البيض و 1.00% من الأمريكيين الأصليين و 0.22% من الأمريكيين ذوي الأصول الآسيوية و 0.11% من الأمريكيين الأفارقة و 19.18% من الأعراق الأخرى و 6.35% من عرقين مختلطين أو أكثر.
بلغ عدد الأسر 344 أسرة كانت نسبة 34.6% منها لديها أطفال تحت سن الثامنة عشر تعيش معهم، وبلغت نسبة الأزواج القاطنين مع بعضهم البعض 52.0% من أصل المجموع الكلي للأسر، ونسبة 10.8% من الأسر كان لديها معيلات من الإناث دون وجود شريك، وبلغ متوسط حجم الأسرة المعيشية 3.22، أما متوسط حجم العائلات فبلغ 2.61.
بلغ العمر الوسطي للسكان 35 عاماً. وكانت نسبة 8.1% بين الثامنة عشر والأربعة وعشرون عاماً، ونسبة 29.2% كانت واقعةً في الفئة العمرية ما بين الخامسة والعشرون حتى والأربعة وأربعون عاماً، ونسبة 18.4% كانت ما بين الخامسة والأربعون حتى الرابعة والستون، ونسبة 15.8% كانت ضمن فئة الخامسة والستون عاماً فما فوق. يوجد لكل 100 أنثى 92.5 ذكر، ويوجد لكل 100 أنثى في الثامنة عشر من عمرها فما فوق 87.2 ذكر.
بلغ متوسط دخل الأسرة في المدينة 23,304 دولار، أما متوسط دخل العائلة فبلغ 27,639 دولار. وكان متوسط دخل الذكور 26,250 دولار مقابل 19,583 دولار للإناث. وسجل دخل الفرد الخاص بالمدينة 11,803 دولار. وكانت نسبة 19.9% من العائلات ونسبة 24.0% من السكان تحت خط الفقر، وكان من هؤلاء نسبة 32.0% تحت سن الثامنة عشر ونسبة 12.0% في الخامسة والستين من العمر وما فوق.

### تعداد عام 2010
بلغ عدد سكان ميريل 844 نسمة بحسب تعداد عام 2010، وبلغ عدد الأسر 308 أسرة وعدد العائلات 221 عائلة مقيمة في المدينة. في حين سجلت الكثافة السكانية 1,834.8 نسمة لكل ميل مربع (708.4/كم2). وبلغ عدد الوحدات السكنية 347 وحدة بمتوسط كثافة قدره 754.3 لكل ميل مربع (291.2/كم2).
وتوزع التركيب العرقي للمدينة بنسبة 70.9% من البيض و 1.5% من الأمريكيين الأصليين و 0.1% من الأمريكيين الأفارقة و 3.7% من عرقين مختلطين أو أكثر.
بلغ عدد الأسر 308 أسرة كانت نسبة 40.3% منها لديها أطفال تحت سن الثامنة عشر تعيش معهم، وبلغت نسبة الأزواج القاطنين مع بعضهم البعض 52.6% من أصل المجموع الكلي للأسر، ونسبة 13.6% من الأسر كان لديها معيلات من الإناث دون وجود شريك، بينما كانت نسبة 5.5% من الأسر لديها معيلون من الذكور دون وجود شريكة وكانت نسبة 28.2% من غير العائلات. تألفت نسبة 24.4% من أصل جميع الأسر من أفراد ونسبة 7.8% كانوا يعيش معهم شخص وحيد يبلغ من العمر 65 عاماً فما فوق. وبلغ متوسط حجم الأسرة المعيشية 3.23، أما متوسط حجم العائلات فبلغ 2.73.
بلغ العمر الوسطي للسكان 35.7 عاماً. وكانت نسبة 29% من القاطنين تحت سن الثامنة عشر، وكانت نسبة 10% بين الثامنة عشر والأربعة وعشرون عاماً، ونسبة 21.8% كانت واقعةً في الفئة العمرية ما بين الخامسة والعشرون حتى والأربعة وأربعون عاماً، ونسبة 26.6% كانت ما بين الخامسة والأربعون حتى الرابعة والستون، ونسبة 12.6% كانت ضمن فئة الخامسة والستون عاماً فما فوق. وتوزع التركيب الجنسي للسكان بنسبة 50.7% ذكور و49.3% إناث.

## وصلات خارجية
- The US50 - Cities and Towns in Oregon State